# Confabulatie
Confabulatie (of confabuleren) is een stoornis in het geheugen, waarbij iemand overdreven, gefantaseerde of onware verhalen vertelt. De gedragingen lijken op pseudologia phantastica of pathologisch liegen, maar er is geen sprake van opzettelijk liegen. Mensen die confabuleren zijn vaak sterk overtuigd van hun valse herinneringen, zelfs als er tegenstrijdig bewijs wordt aangedragen.

## Beschrijving
Confabulatie wordt onderscheiden van leugens omdat er geen sprake van opzet is en omdat degene die confabuleert zich er niet van bewust is dat wat hij zegt niet waar is.
Confabulatie wordt meestal veroorzaakt door een cognitieve stoornis van het geheugen, die bij hersenbeschadiging kan optreden. Het kan een symptoom zijn van onder andere een aneurysma, de ziekte van Alzheimer, (niet aangeboren) hersenletsel of het syndroom van Wernicke-Korsakov.
Geconfabuleerde herinneringen komen meestal voor in het autobiografisch geheugen. Ze kunnen ontstaan door een gecompliceerd proces dat van het juiste spoor gebracht kan zijn ergens bij het inprenten, opslaan, of het terugvinden van een herinnering.

### Soorten
Er wordt doorgaans onderscheid gemaakt tussen twee soorten confabulatie:
- Uitgelokte (secundaire) confabulaties ontstaan in reactie op een gebrekkig geheugen en komen vooral veel voor bij geheugenverlies en dementie.[6]
- Spontane (primaire) confabulaties ontstaan uit zichzelf en worden dus niet uitgelokt door een cue uit de omgeving.[6] Daarnaast lijken spontane confabulaties onwillekeurig te zijn.[7] Deze soort is vrij zeldzaam, komt vooral bij dementie voor, en ontstaat mogelijk door een samenspel tussen pathologie in de frontale kwab en organisch geheugenverlies.

Een tweede onderscheid wordt gemaakt tussen de volgende soorten:
- Verbale confabulaties, gesproken valse herinneringen (komen vaak voor); en
- Gedragsmatige confabulaties ontstaan wanneer iemand handelt naar valse herinneringen.

## Kenmerken
1. Normaal gesproken uitingen, maar non-verbale gebaren of handelingen komen ook voor.
2. Kunnen zowel autobiografische als niet-persoonlijke informatie (zoals historische feiten, sprookjes of andere aspecten van het semantisch geheugen) bevatten.
3. Dat wat wordt verteld, kan onrealistisch of samenhangend zijn.
4. Zowel de premisse als de details van het verhaal kunnen vals zijn.
5. Het verhaal wordt meestal samengesteld uit de herinneringen van de patiënt van daadwerkelijke gebeurtenissen.
6. De patiënt is zich niet bewust dat er verdraaiingen en ongepastheden in het verhaal zijn, en raakt niet bezorgd wanneer de fouten worden aangetoond.
7. Er zitten geen verborgen motieven achter het verhaal.
8. De persoonlijkheidsstructuur van de patiënt speelt mogelijk een rol in hoe waarschijnlijk het is dat hij/zij zal confabuleren.[3]

## Theorieën
Er bestaan verschillende theorieën over de oorzaak van confabulaties, die met name verschillen in hoeveel nadruk er wordt gelegd op de confabulaties. Er zijn onderzoekers die denken dat confabuleren voor patiënten met geheugenverlies een manier is om hun eigen identiteit te behouden. Anderen gebruiken neurocognitieve links om het ontstaan van confabulaties te verklaren. Weer anderen geloven dat confabulaties zijn gerelateerd aan wanen. Sommige onderzoekers scharen confabulaties onder de fuzzy-trace-theorie. Ten slotte denken sommige onderzoekers dat confabulaties niet zozeer neurocognitief moeten worden verklaard, maar dat kennistheorie kan worden gebruikt om het verschijnsel te verklaren.
Mogelijk is confabulatie bij frontale patiënten toe te schrijven aan een onvermogen om informatie uit het geheugen op te halen of een stoornis in de executieve functies.